# Juninho Bacuna
Juninho Bacuna (* 7. August 1997 in Groningen) ist ein niederländischer Fußballspieler der international für Curaçao antritt. Er steht seit 2022 bei Birmingham City in der EFL Championship unter Vertrag und ist der jüngere Bruder des ebenfalls als Fußballprofi aktiven Leandro Bacuna.

## Karriere

### Verein
Bacuna begann mit dem Fußballspielen beim FC Lewenborg und wechselte über den GRC Groningen in die gemeinsame Nachwuchsakademie vom FC Groningen und des SC Cambuur. Am 5. Februar 2015 gab er im Trikot der Profimannschaft des FC Groningen am 21. Spieltag der Saison 2014/15 sein Debüt in der Eredivisie. In den Saisons 2014/15, 2015/16 sowie 2016/17 belegte der Verein Ränge im Mittelfeld der Tabelle, während sie in der Spielzeit 2017/18 auf dem zwölften Rang platzierten. 2015 gewann Bacuna mit dem FC Groningen den KNVB-Beker und spielte somit in der Saison 2015/16 in der UEFA Europa League.
Im Sommer 2018 wechselte Bacuna in die Premier League zu Huddersfield Town und unterschrieb einen Dreijahresvertrag. Bei seinem neuen Team bestritt er einundzwanzig Ligapartien und erzielte dabei ein Tor, stieg jedoch mit Huddersfield als Tabellenletzter aus der Premier League 2018/19 ab. Die Rückkehr in die höchste englische Spielklasse blieb ihm mit seiner Mannschaft in den folgenden beiden Spielzeiten der EFL Championship verwehrt. Bacuna selbst avancierte zum Stammspieler im Mittelfeld des Zweitligisten und konnte sich mit sechs sowie fünf Ligatreffern profilieren.
Im August 2021 wechselte er zu den Glasgow Rangers. Nach nur fünf Monaten in Schottland kehrte er Ende Januar 2022 zurück in die zweite englische Liga zu Birmingham City.

### Nationalmannschaft
Bacuna absolvierte zwei Spiele für die niederländische U-18-Nationalmannschaft sowie zwölf für die U-20-Auswahl. Am 22. März 2018 absolvierte er bei der 1:4-Niederlage im Testspiel in Doetinchem gegen Belgien sein Debüt für die niederländische U-21-Nationalmannschaft.